# Erst die Arbeit und dann?
Erst die Arbeit und dann? ist eine deutsche Kurzfilm-Komödie aus dem Jahr 1984. Es handelt sich um das Erstlingswerk von Detlev Buck, der das Drehbuch zu diesem Film schrieb, Regie führte und auch selbst die Hauptrolle spielte.

## Handlung
Gerhard Ramm lebt und arbeitet auf dem elterlichen Bauernhof in einem Dorf im Kreis Stormarn in Schleswig-Holstein. Sein Alltag, der vor allem durch die Milchviehhaltung geprägt ist, wird mit Liebe zum Detail bis ins Banale dargestellt.
Um dem Trott für eine Weile zu entfliehen, beschließt Gerhard einen Ausflug nach Hamburg. Zuvor hat er im Hörfunk einen Werbespot für das Cadillac, eine neue Szene-Kneipe, gehört. Mit Mühen gelingt es ihm, den Mercedes seines Vaters auszuleihen, ihn mit Traktordiesel vollzutanken und sich – mit dem Stadtplan auf dem Schoß – in die Metropole zu begeben.
Sein Auftritt im Cadillac, das er nach reichlichen Orientierungsproblemen schließlich erreicht, gleicht, ohne dass ihm dies bewusst wäre, dem eines Aliens. Er nimmt bei einer jungen Dame, Chantalle, Platz, die in diesem Umfeld offenbar heimisch ist, ihm zunächst abweisend begegnet, dann aber ob seiner Beharrlichkeit und Exotik neugierig wird und ihn für den weiteren Abend in das Atelier einer befreundeten Künstlerin mitnimmt.
Später tingeln beide durch das nächtliche Hamburg, spielen Billard, gehen ins Restaurant, essen Handpizza und trinken Bier – alltägliche Dinge, die jedoch dem Landmenschen Gerhard schillernde Facetten eines fremden Lebens bedeuten. Hin- und hergerissen zwischen zwei Welten beschließt er am Ende des Tages, noch „auf ein Holsten zu bleiben“.

## Hintergrund
Detlev Buck verwendet in seinem ersten Film Motive, die ihm aus seiner eigenen Jugend vertraut sind. Da er selbst auf einem Bauernhof in ländlicher Umgebung aufgewachsen ist, trägt die Komödie in Teilen durchaus autobiografische Züge. Buck nimmt mit einem Augenzwinkern die Unterschiede von Land- und Stadtleben auf die Schippe und karikiert dabei auf eine liebevolle, klischeehafte Art die Einfachheit und Genügsamkeit des bäuerlichen Lebens ebenso wie die kulturell durchgestylte Welt des Großstadtmenschen, der halt weiß, was angesagt ist. Auch die Subkultur der großen Stadt, die sich zwangsläufig am Rande der Gesellschaft herausbildet, wird nicht ausgespart. Am Ende geht der Protagonist wieder seiner Arbeit nach, sinnbildlich für die Unvermeidbarkeit dessen, was nun einmal seine vorbestimmte Rolle ist.
Erst die Arbeit und dann? entstand quasi aus einem Frusterlebnis heraus. Detlev Buck hatte seinerzeit vor, Praktikant in der Filmbranche zu werden, wurde aber ziemlich schnell konfrontiert mit der Aussichtslosigkeit dieses Plans. Statt angenommen zu werden, gab man ihm den Rat, selber aktiv zu werden und einen eigenen Film zu machen. Daraufhin entstand das Skript zum Film. Die finanzielle Förderung wurde von einem Filmemachergremium zunächst abgelehnt. Die Förderung durch das Hamburger Filmbüro (in Höhe von 30.000 DM) wurde dann aber von einem Gremium gewährt, das nicht aus Filmemachern bestand. Weitere 30.000 DM erhielt Buck vom Kuratorium Junger Deutscher Film. Die Produktionsfirma, die mit diesem Film startete, trug ca. 28.000 DM bei.
Eine große Enttäuschung war jedoch die Wahl der Produktionsfirma, die Buck in diesem Projekt übervorteilte. Das gerichtliche Nachspiel um die Filmrechte hat nach Angaben von Detlev Buck Anwaltskosten nach sich gezogen, welche die Produktionskosten noch überstiegen. Zeitgleich machte Buck die Aufnahmeprüfung zur Deutschen Film- und Fernsehakademie Berlin (dffb). Die verbreitete Ansicht, Buck habe sich mit diesem Film bei der dffb beworben, entspricht nicht der Realität. Vielmehr wurde Buck für ein Jahr von der Akademie beurlaubt, um seinen Film fertigstellen zu können.

## Trivia
- Der Film wurde mit 50 Laiendarstellern umgesetzt. Drehort waren neben der Stadt Hamburg die Ortschaft Nienwohld im schleswig-holsteinischen Kreis Stormarn, das Heimatdorf Detlev Bucks.
- Im Vorspann des Filmes wird der Titel mit einem Ausrufezeichen an Stelle des Fragezeichen eingeblendet.

## Auszeichnungen
- Prädikat Besonders wertvoll der Filmbewertungsstelle
- Publikumspreis der Hamburger Kinotage 1985